# Ulisse Dini
Pour les articles homonymes, voir Dini.

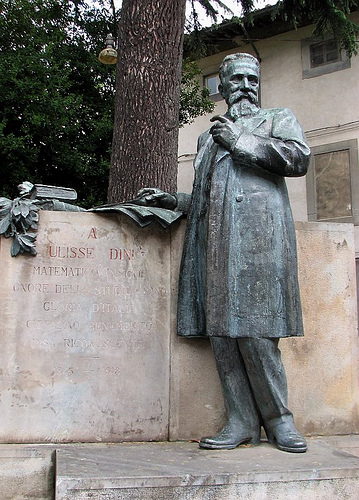
Statue de Ulisse Dini à Pise

Ulisse Dini, né le 14 novembre 1845 à Pise, en Toscane, alors dans le Grand-duché de Toscane et mort dans la même ville le 28 octobre 1918 , est un mathématicien et homme politique italien de la fin du XIXe et du début du XXe siècle.

## Biographie

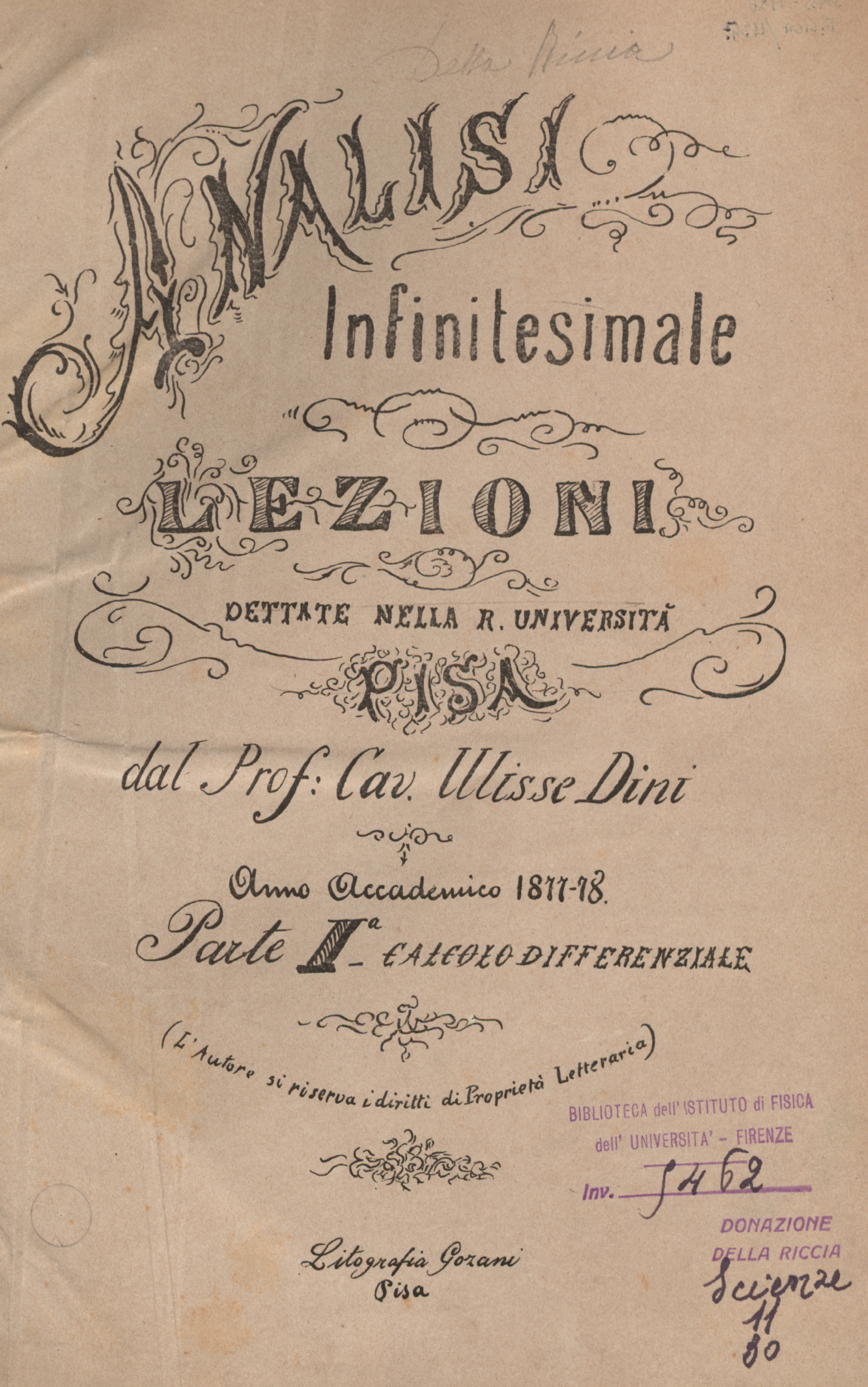
Lezioni di analisi infinitesimale, 1878

Élève d'Enrico Betti et continuateur de ses recherches, Ulisse Dini poursuivit ses études à Paris sous la direction de Charles Hermite et de Joseph Louis François Bertrand.
Nommé professeur à l'université de Pise en 1886, il participa également à la vie politique et devint député, puis sénateur en 1892.
Il fit partie des premiers mathématiciens italiens à comprendre la nécessité de refonder l'analyse sur des bases plus rigoureuses. En 1878 en particulier, il publie un important traité d'analyse en s'appuyant sur les notes du cours de Weierstrass que lui a communiquées Schwarz. Ce traité eut une profonde influence sur le développement de l'analyse en Italie, avec Volterra, Ascoli, Arzelà, Peano. On lui doit des résultats importants sur les séries, l'intégration des fonctions de la variable complexe et le développement en série de fonctions sur un intervalle, son principal domaine d'intérêt.
Plusieurs notions et théorèmes portent son nom.

## Distinctions
- Chevalier de l'Ordre civil de Savoie le 1er mai 1902
- Ordre des Saints-Maurice-et-Lazare
  - Chevalier le 21 janvier 1875
  - Officier le 20 juin 1895
  - Commandeur le 9 juin 1904
  - Grand officier le 26 décembre 1914

## Œuvres
- (it) Fondamenti per la teoria delle funzioni di variabili reali, (Pisa, T. Nistri, 1878).
- (it) Lezioni di analisi infinitesimale, (Pisa, T. Nistri, 1907-1915).
- (it) Serie di Fourier e altre rappresentazioni analitiche delle funzioni di una variabile reale (Pisa, T. Nistri, 1880)

## Source de traduction
- (it) Cet article est partiellement ou en totalité issu de l’article de Wikipédia en italien intitulé « Ulisse Dini » (voir la liste des auteurs).